# Patuxai
Patuxai (Laociano: ປະຕູໄຊ que em tradução livre significa Portão da Vitória ou Portão do Triunfo) é um monumento localizado no centro de Vientiane, capital de Laos, construído entre os anos de 1957 e 1968. O Patuxai foi uma maneira de homenagear os laocianos que lutaram pela independência do país ante a França.
Ao realizar a  transliteração para o alfabeto latino o nome do monumento pode ser grafado de diversas maneiras como Patuxai, Patuxay, Patousai e Patusai. Também é chamado de Arco Patuxai ou Arco do Triunfo de Vientiane, pois se assemelha ao Arco do Triunfo de Paris. No entanto, tem um design típico do Laos, decorado com criaturas mitológicas como os Kinnari (metade fêmea, metade pássaro).

## História
Patuxai é uma palavra composta, 'Patuu' ou 'patu' corresponde a "porta" ou "portal" e 'Xai', derivado do sânscrito 'Jaya', que significa "vitória". Partindo dessas terminologias, 'Patuxai' significa “Porta da Vitória”. O monumento foi construído em um momento conturbado da história política e econômica de Laos. Sua construção remete ao tempo que Laos era uma monarquia constitucional  e era originalmente chamado apenas como "Anousavali" ("Monumento"), uma memória dedicada aos soldados laocianos que morreram durante a Segunda Guerra Mundial e a Guerra de independência da França no ano ocorrida no ano de 1949.
A verba que garantiu a construção do monumento é oriunda de um fundo de capitais e cimento estadunidense destinado à construção de um aeroporto. Apesar do capital ter sido destinado para a construção do aeroporto, a receita foi empregada para a construção do monumento o que rendeu à construção o apelido de "pista vertical".
O monumento foi projetado por Tham Sayasthsena, soldado, jornalista e escultor autodidata laociano. No ano de 1957, seu projeto foi selecionado a partir de uma seleção realizada pelo Departamento de Obras Públicas e o Departamento de Engenharia Militar de Laos. Tham recebeu à quantia de 30.000 kips de bonificação pelo seu trabalho. O custo de construção foi estimado em 63 milhões de kips.
Em maio de 1975, o movimento comunista Pathet Lao derrubou o governo de coalizão e tomou o poder, acabando com a antiga monarquia e instalando um primeiro-ministro meio vietnamita. Eles renomearam o monumento Patuxai em homenagem à vitória que lhes foi concedida pelo Exército do Povo do Vietnã.

## Geografia
O Patuxai fica no final da Avenida Lane Xang, no centro de Vientiane, sendo rodeada pelo Parque Patuxai.

## Arquitetura
O monumento possui cinco torres que representam os cinco princípios de convivência entre as nações do mundo.
O monumento, conforme construído, tem portais em quatro lados orientados para as quatro direções cardeais. Os portões Leste-Oeste abrem para a Avenida Lane Xang, que é usada durante desfiles nacionais cerimoniais. Na frente de cada portão, há um lago. Os quatro lagos representam a seção aberta de uma flor de lótus (representando a reverência dos laosianos aos bravos guerreiros da nação). Os quatro cantos dos portões são adornados por estátuas de um Rei Naga (símbolo mítico do Laos), com uma representação que significa a pulverização de um jato de água (sugerindo natureza, fertilidade, bem-estar e felicidade) nas lagoas no solo.  Duas escadas de concreto saem de dentro da estrutura principal, passando por cada andar, até o topo do monumento. Galerias de visualização são fornecidas nos andares superiores. O primeiro andar é principalmente os escritórios da administração do monumento; os quiosques que lidam com apetrechos turísticos (artefatos, lembranças e bebidas) também estão alojados neste andar. O segundo andar é uma área importante onde está instalado um museu, exibindo estátuas e fotos de heróis e heroínas icônicos do país.

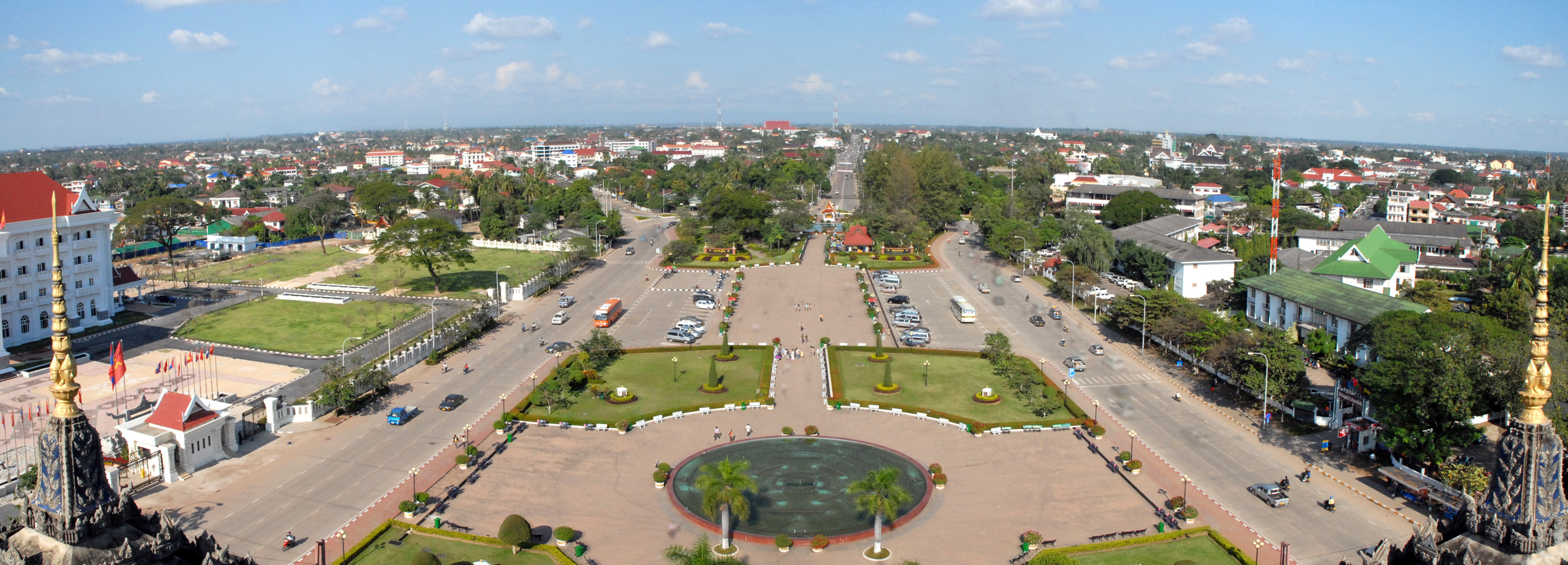
Vista panorâmica de Vientiane do Patuxai.

O próximo nível é um espaço aberto onde quatro torres são construídas nos quatro cantos. Essas torres foram decoradas com afrescos de folhagem. As torres também são equipadas com luz elétrica, que é acesa durante o dia nacional e outras festas importantes. As pequenas torres, com ornamentação em forma de templo, são projetadas no estilo do Laos e são providas de pináculos. Cada torre possui uma escada. Para além das quatro torres de esquina, existe uma outra torre central maior acima deste piso, que também possui uma escada que conduz ao último andar que tem a plataforma de observação de onde se pode avistar uma vista panorâmica de Vientiane. Um telescópio também é instalado nesse nível para obter uma visão da cidade. Os planos foram traçados para instalar elevadores nos dois cantos diagonais do monumento, que foram planejados para estarem prontos em 2010, quando o 450º aniversário de Vientiane como capital do Laos foi celebrado. Nesta ocasião, todo o monumento foi proposto para ser decorado com flores e iluminado. O edifício monumental não está totalmente concluído até hoje, embora o governo do Laos tenha autorizado repetidamente novos fundos.
O sistema de fonte musical instalado no jardim, inaugurado em 2020, foi doado pelos chineses. É um recurso popular para visitantes e habitantes locais que visitam os monumentos à tarde.